# Saab 9-3X
Saab 9-3X er en SUV fra svenske Saab, som er blevet introduceret i sommeren 2009. Den er baseret på stationcarversionen af Saab 9-3, men har en større frihøjde.
Motorerne er i første omgang en 2,0-liters benzinmotor med 209 hk, samt en 1,9-liters turbodieselmotor med 180 hk.